# Протор'єва Надія Юхимівна
Надія Юхимівна Прото́р'єва (23 лютого 1926, Дубрівка — 17 березня 2005, Васильків) — українська майстриня художньої кераміки; членкиня Спілки радянських художників України з 1960 року. Заслужена майстриня народної творчості УРСР з 1986 року, заслужена художниця України з 1994 року.

## Біографія
Народилася 23 лютого 1926 року в селі Дубрівці (нині Житомирський район Житомирської області, Україна). 1950 року закінчила Київське училище прикладного мистецтва, де навчалася у Дмитра Головка, Пелагеї Глущенко, Олександри Грядунової, і з того ж року працювала на Васильківському майоліковому заводі. 
Мешкала у місті Василькові в будинку на вулиці Керамічній, № 33, квартира № 5. Була одружена з майстром художньої кераміки Валерієм Протор'євим.
Померла у Васильнові 17 березня 2005 року.

## Творчість
Працювала в галузі декоративного мистецтва (художня кераміка). Твори: декоративна скульптура малих форм, декоративний посуд, сувеніри, подарункові вироби та інше. У співавторстві з чоловіком виготовила:
- вази і тарілки з портретом Тараса Шевченка (1961);
- декоративні вази «Мені, аж страшно, як згадаю оту хатинку край села…», «Мені тринадцятий минало», «На панщині», «Україна» (усі 1964), «Київ», «Червона Калина», «Свято Жовтня» (1967), «Ювілейна» (1970);
- кухоль «Ішли дівчата…» (1964);
- скульптурки «Добрий звір», «Павичі» (1967);
- сервіз для фруктів, посуд для напоїв (1959, 1970);
- фігурний посуд за мотивами «Лісової пісні» Лесі Українки (1971).

Брала участь у всеукраїнських виставках з 1957 року, всесоюзних — з 1961 року, зарубіжних — з 1963 року.
Твори зберігаються у Національному музеї українського народного декоративного мистецтва та Національному музеї Тараса Шевченка у Києві.

### Півник васильківської майоліки
Одна з робіт майстрині стала відомою під час Російського вторгнення в Україну (2022): після знищення одного з будинків у Бородянці на Київщині на стіні однієї з квартир вціліла кухонна шафа, яка швидко стала символом витримки українців під час війни; на цій шафі люди помітили маленького декоративного півника, якого помилково приписали Прокопу Бідасюку. Головний художник Васильківського майолікового заводу останніх років Сергій Денисенко вважає, що півник належить авторству Валерія та Надії Протор'євих.

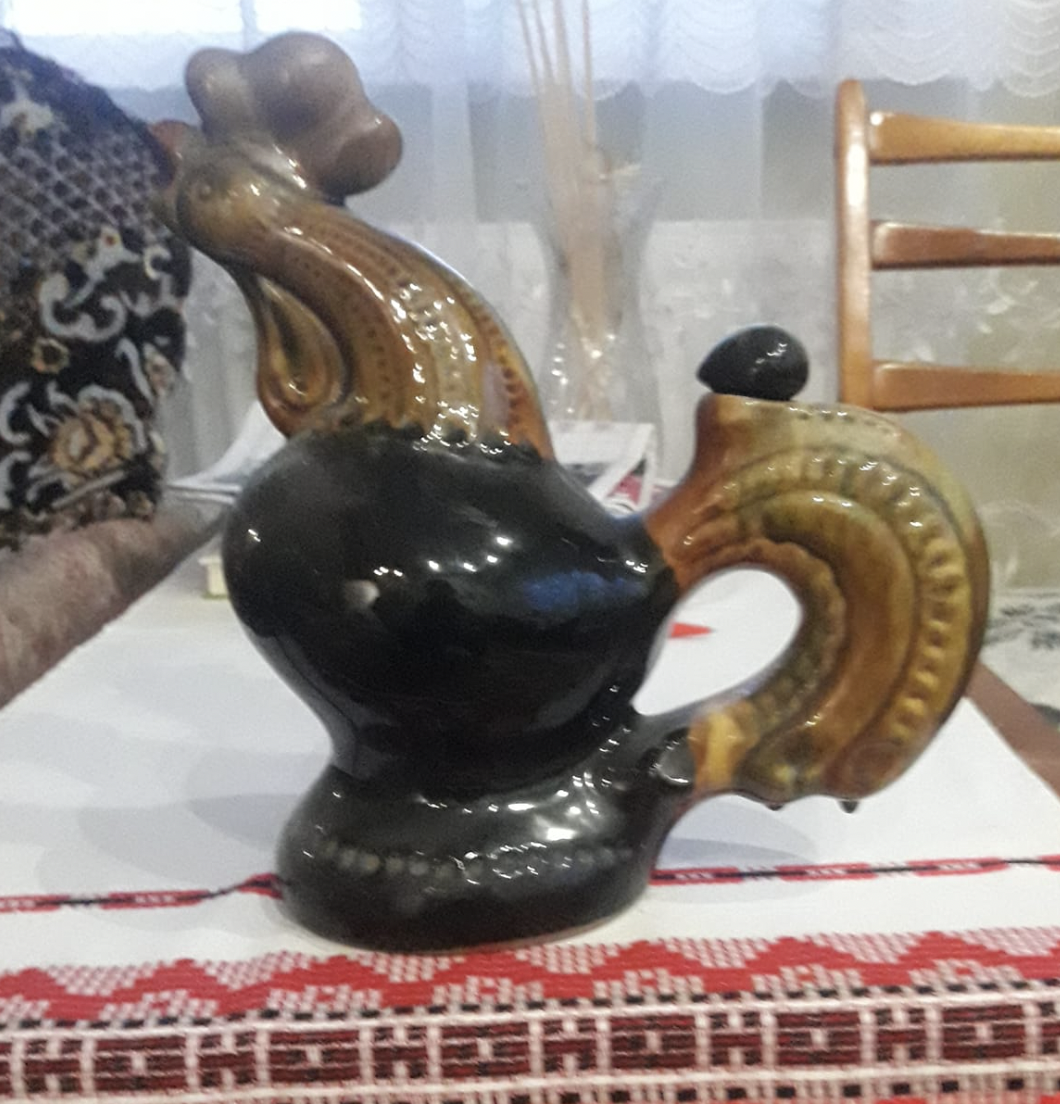
Півник васильківської майоліки

Під час візиту прем'єр-міністра Великої Британії Бориса Джонсона до Києва 9 квітня 2022 року до нього та Президента України Володимира Зеленського на одній з вулиць міста підійшла дівчина та подарувала таких самих керамічних півників, як і вцілілий на кухонній шафі у Бородянці. Згодом з'ясувалось, що дарувальницею була Валерія Полянскова, акторка з Харкова, її зустріч із главами Великої Британії та України — випадкова, а півники призначалися її друзям.